# Pilar, Sorsogon

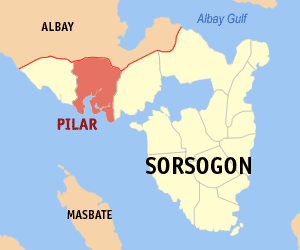
Bản đồ Sorsogon với vị trí của Pilar

Pilar là một đô thị hạng 2 ở tỉnh Sorsogon, Philippines. Theo điều tra dân số năm 2015, đô thị này có dân số 74.564 người trong.

## Barangay
Pilar được chia thành 49 barangay.
| - Abas - Abucay - Bantayan - Banuyo (Pob.) - Bayasong - Bayawas - Binanuahan (Pob.) - Cabiguan - Cagdongon - Calongay - Calpi - Catamlangan - Comapo-capo - Danlog - Dao (Pob.) - Dapdap - Del Rosario (Bual) | - Esmerada - Esperanza - Guiron - Ginablan - Inang - Inapugan - Lubiano - Leona - Lipason - Lourdes - Lungib - Lumbang - Mabanate - Malbog - Marifosque (Pob.) - Mercedes | - Migabod - Naspi - Palanas - Pangpang - Pinagsalog - Pineda - Poctol - Pudo - Putiao - Sacnangan - Salvacion - San Antonio (Millabas) - San Antonio (Sapa) - San Jose - San Rafael - Santa Fe |